# Pterocles burchelli
Pterocles burchelli е вид птица от семейство Pteroclididae.

## Разпространение
Видът е разпространен в Ангола, Ботсвана, Замбия, Зимбабве, Намибия и Южна Африка.